# Lior Kassa
Lior Kassa (in ebraico ליאור קאסה‎?; Gerusalemme, 27 settembre 2005) è un calciatore israeliano, centrocampista del Maccabi Haifa.

## Carriera

### Club
È cresciuto nel settore giovanile dell'Hapoel Gerusalemme, con cui ha debuttato il 16 agosto 2022 nell'incontro di Coppa Toto vinto 1-0 contro l'Ashdod. Il 23 gennaio 2024 è stato acquistato a titolo definitivo dal Maccabi Haifa.
Il 25 agosto seguente è passato in prestito al Genoa ed il 28 settembre ha debuttato in Serie A nell'incontro perso 3-0 contro la Juventus.

### Nazionale
Ha giocato nelle nazionali giovanili israeliane Under-17, Under-18, Under-19 ed Under-21.

## Statistiche

### Presenze e reti nei club
Statistiche aggiornate all'11 maggio 2025.
| Stagione                  | Squadra                   | Campionato                | Campionato | Campionato | Coppe nazionali | Coppe nazionali | Coppe nazionali | Coppe continentali | Coppe continentali | Coppe continentali | Altre coppe | Altre coppe | Altre coppe | Totale | Totale |
| Stagione                  | Squadra                   | Comp                      | Pres       | Reti       | Comp            | Pres            | Reti            | Comp               | Pres               | Reti               | Comp        | Pres        | Reti        | Pres   | Reti   |
| ------------------------- | ------------------------- | ------------------------- | ---------- | ---------- | --------------- | --------------- | --------------- | ------------------ | ------------------ | ------------------ | ----------- | ----------- | ----------- | ------ | ------ |
| 2022-2023                 | Hapoel Gerusalemme        | LHA                       | 2          | 0          | CI+TC           | 0+1             | 0               | -                  | -                  | -                  | -           | -           | -           | 3      | 0      |
| 2023-2024                 | Hapoel Gerusalemme        | LHA                       | 11         | 0          | CI+TC           | 0               | 0               | -                  | -                  | -                  | -           | -           | -           | 11     | 0      |
| Totale Hapoel Gerusalemme | Totale Hapoel Gerusalemme | Totale Hapoel Gerusalemme | 13         | 0          |                 | 1               | 0               |                    | -                  | -                  |             | -           | -           | 14     | 0      |
| 2023-2024                 | Maccabi Haifa             | LHA                       | 7          | 0          | CI+TC           | 3+0             | 0               | -                  | -                  | -                  | SI          | 1           | 0           | 11     | 0      |
| 2024-2025                 | Genoa                     | A                         | 8          | 0          | CI              | 0               | 0               | -                  | -                  | -                  | -           | -           | -           | 8      | 0      |
| Totale carriera           | Totale carriera           | Totale carriera           | 28         | 0          |                 | 4               | 0               |                    | -                  | -                  |             | 1           | 0           | 33     | 0      |